# At the Edge of Time
At the Edge of Time (рус. На краю времени) — альбом немецкой пауэр-метал-группы Blind Guardian, издан в 2010 году.

## Об альбоме
Официальная дата выхода альбома — 30 июля 2010 года. До выхода альбома Ханси Кюрш сообщил, что «At The Edge Of Time» будет их самый эпический и помпезный альбом. В сравнении с альбомом «A Twist In The Myth» направление текстов стало более фентезийным.
Оркестр был записан в концертном зале Дворжака Рудольфинум в Праге. Дата записи оркестра: август 2009 — январь 2010.
Помимо самого альбома существует также digipak версия на двух CD, в которую включено 8 дополнительных треков. Обложка для альбома была выполнена колумбийским художником Фелипе Мачадо Франко (Felipe Machado Franco).
Дата выхода музыкального видео на песню «A Voice in the Dark» — 3 августа 2010 года.

## Список композиций
Вся музыка написана Андре Ольбрихом и Ханси Кюршем. Тексты ко всем композициям написаны Кюршем.
1. «Sacred Worlds» — 9:17
2. «Tanelorn (Into the Void)» — 5:58
3. «Road of No Release» — 6.30
4. «Ride Into Obsession» — 4.46
5. «Curse My Name» — 5:52
6. «Valkyries» — 6:38
7. «Control the Divine» — 5:26
8. «War of the Thrones» (piano version) — 4:55
9. «A Voice in the Dark» — 5:41
10. «Wheel of Time» — 8:55

- Бонусный CD Digipak

1. Sacred Worlds (Extended «Sacred» Version)
2. Wheel of Time (Orchestral Version)
3. You’re the Voice (Radio Edit)
4. Tanelorn (Into the Void) (Demo Version)
5. Curse My Name (Demo Version)
6. A Voice in the Dark (Demo Version)
7. Sacred (Video Clip)
8. Studio Documentary

## Информация о композициях
1. «Sacred Worlds» — изменённая версия оригинальной песни «Sacred», имеющая новые оркестровые начало и конец. Первоначальная версия песни была написана для видео игры компании Ascaron Sacred 2: Fallen Angel
2. «Tanelorn (Into the Void)» — песня основана на серии книг Майкла Муркока «Вечный Воитель». Это песня в старом стиле группы.
3. «Road of No Release» — основана на произведении Питера Бигля «Песнь трактирщика». Начало и конец сыграны на фортепиано.
4. «Ride Into Obsession» — песня основана на серии книг Роберта Джордана «Колесо Времени». Песня представляет нам главных героев — Возрождённого Дракона и Тёмного Лорда Шай’итана. Очень быстра и имеет мощный припев.
5. «Curse My Name» — первая баллада на альбоме, основана на памфлете Джона Мильтона «Право королей и правительств». Выполнена в средневековом стиле, при использовании таких инструментов как например флейта.
6. «Valkyries» — песня с уклоном в прогрессив рок, основана на мифологии народов Севера, особенно на легенде о Валькириях.
7. «Control the Divine» — основана на поэме Джона Мильтона «Потерянный рай». Похожа на песни с альбома «A Night at the Opera».
8. «War of the Thrones» — основана на серии книг Джорджа Мартина «Песнь Льда и Огня». Повествует о нашествии Иных, вскользь упоминается война пяти королей. Вторая баллада на альбоме.
9. «A Voice in the Dark» — также основана на серии книг Джорджа Мартина «Песнь Льда и Огня». Повествует о персонаже серии Бране Старке. Как и «Tanelorn» является возвращением к корням группы.
10. «Wheel of Time» — песня основана на серии книг Роберта Джордана «Колесо Времени». Стартует с оркестра в восточном стиле. Напоминает «And Then There Was Silence» обилием хоров, смен ритма и оркестровых аранжировок.

## Участники записи
- Ханси Кюрш (вокал)
- Андре Ольбрих (ведущая-гитара)
- Маркус Зипен (ритм-гитара)
- Фредерик Эмке (ударные, перкуссия, флейта, волынка)

Приглашённые музыканты
- Оливер Хольцварт (бас)
- Маттиас Ульмер (клавишные/фортепьяно)
- Эберхард Ханн (флейта)
- Клаус Маркворт (скрипка)
- Дирим Казероглу (скрипка)

## Чарты
| Чарт (2010)           | Максимальная позиция |
| --------------------- | -------------------- |
| German Albums Chart   | 2                    |
| Greek Albums Chart    | 4                    |
| Austrian Albums Chart | 9                    |
| Swiss Albums Chart    | 14                   |
| Finnish Albums Chart  | 18                   |
| Italian Albums Chart  | 19                   |
| Swedish Albums Chart  | 22                   |
| Japanese Albums Chart | 29                   |
| French Albums Chart   | 48                   |
| Spanish Albums Chart  | 52                   |
| Belgian Albums Chart  | 67                   |
| Canadian Albums Chart | 108                  |
| US Billboard 200      | 108                  |

## Даты релизов в разных странах мира
| Страна | Дата релиза     |
| ------ | --------------- |
| Россия | июль 29, 2010   |
| Европа | июль 30, 2010   |
| США    | август 24, 2010 |
| Япония | август 28, 2010 |